# Taihiki (rivière)
La rivière Taihiki  (en anglais : Taihiki River) est un cours d’eau de la région d’ Auckland dans l’Île du Nord de la  Nouvelle-Zélande.

## Géographie
Elle s’écoule en général vers le nord-est à partir de sa source au nord de « Patumahoe » pour atteindre le fleuve Waiuku peu avant que ce dernier ne se déverse dans Manukau Harbour. Comme pour la rivière “Waiuku”, la plus grande partie du cours de la rivière Taihiki est un large estuaire limoneux formé par une vallée inondée.